# Diario de amigas
Diario de amigas (título original en hebreo יומני החופש הגדול) es una serie de televisión israelí de Disney Channel de 2012. En Israel, la primera temporada salió al aire en Disney Channel el 19 de agosto de 2012 y el 18 de agosto de 2013 se estrenó la segunda temporada. En Latinoamérica tuvo un preestreno el 1 de mayo de 2014 en Disney Channel, con su debut oficial como regular el 12 de mayo del mismo año.

## Trama
Dana, Elinor, Tamar y Dafi han vivido en el mismo edificio de Tel Aviv, Israel, desde primer grado, y han jurado ser amigas para siempre. Pero en las vacaciones de verano entre 8.º y 9.º año, Dana repentinamente se muda a vivir a Italia por 3 años. Para mantenerse en contacto con ella, Elinor, Dafi y Tamar se conectan a Internet todos los días y la incluyen en sus divertidas y graciosas aventuras veraniegas. Las tres además planean trabajar para ahorrar dinero y poder ir a visitar a su amiga a Milán la última semana de vacaciones.Luego llega Carin la prima de Tamar y se une al grupo .

## Personajes

### Personajes principales
- Tamar Golan, interpretada por Lihi Kornowski. El 'alma' del grupo, Tamar es hija única de dos devotos padres. Es una talentosa bailarina de danza moderna que está preparando su audición para una codiciada vacante en la prestigiosa compañía de danza. Es una chica hermosa y una verdadera rompecorazones, con una cálida personalidad y una actitud a veces excesivamente positiva. Adora los animales, los niños y los atardeceres románticos. Es un poco dispersa, siempre se olvida o pierde algo, y con frecuencia se encuentra en aprietos a causa de su ingenuidad. Por suerte, siempre hay alguien a mano para ayudarla a salir de sus líos: sus amigas, padres o algún entusiasta admirador. Su primer amor fue Gur (Gefen Barkai) aunque su amor por él se fue dificultando al descubrir que Elinor también estaba enamorada de él. Después de eso Elinor mintió diciendo que ya superó a Gur, pero lo hizo para que Tamar siguiera con él porque no quería que los dos terminaran por su culpa. El primer trabajo de Tamar consistía en cuidar perros ya que a ella le gustan mucho los animales, pero después renunció ya que Elinor le consigue un trabajo de cuidar niños. Tamar no estaba feliz con la llegada de su prima Karine Kramer, ya que como es muy rica y creía que ella era muy vanidosa, pero cuando ella y Tamar pasan más tiempo juntas, llegan a ser muy buenas amigas.
- Elinor Kessler, interpretada por Gaya Gur Arie. Es el 'cerebro' del grupo, siempre informada sobre lo que ocurre en la ciudad, es la que decide qué hará el trío cada día. Tiene un hermano mellizo, Tom, y una trabajadora madre soltera que los ha criado sola desde que su padre los abandonó cuando tenían tres años. A Elinor jamás la sorprenderás sin un teléfono celular cargado, efectivo o un botiquín de primeros auxilios;  es muy cerebral y lógica. De una belleza natural, Elinor nunca usa maquillaje y no le gusta dedicar demasiado tiempo a su aspecto físico. Puede sentirse bastante agobiada cuando las cosas no le salen según lo planeado. Tiende a sobre analizar las cosas y prepara gráficos en colores para cada aspecto de su vida. Lo que más detesta es tomar riesgos y no tener el control sobre las cosas. Desafortunadamente para ella, de eso está hecha la vida.
- Dafi Carmon, interpretada por Carmel Lotan. 'La boca' del trío, Dafi es la más chica de tres hermanos, los dos mayores hace tiempo que ya no viven en su casa. Es extrovertida, ingeniosa, aguda y charlatana, una tromba de energía con una boca grande y pocas pulgas. No teme vestir lo que le gusta y no se rige por ninguna regla o tendencia de la moda. Es una música talentosa e implacable que está decidida a hacer música de calidad. Hace seis meses que toca en una banda con Tom, el hermano mellizo de Elinor.
- Dana Treslan, interpretada por Noel Berkovitch.Es la cuarta amiga del trío, tuvo que mudarse con su familia a Milán, Italia, ella se conecta a internet todos los días para conversar por videochat con sus amigas e incluirse en las aventuras del trío, ella es hermosa y está contando con que sus amigas la visiten en Italia.
- Karine Cramer (nacida Horowitz), interpretada por Michaela Elkin.es la prima de Tamar que quiso pasar sus vacaciones en Israel para conocer el país, pero en realidad está buscando a su padre que no ve hace muchos años y de quien solo tiene una pista, una carta que recibió de su padre con la dirección de Tel Aviv,  Israel. Ella vive en Los Ángeles, California.
- Gur, interpretado por Gefen Barkai.es un surfista que trabaja en Milkshake y es el novio de Tamar, su familia tiene problemas económicos y tiene un hermano menor, Moochie.
- Tom Kessler, interpretado por Silvan Presler.

Hermano mellizo de Elinor toca el piano y canta, además tiene una banda con Dafi, Shanon los había contratado a los dos pero luego rechazo a Tom y solo trabajo con Dafi.

### Personajes secundarios
- Shanon Dagan, interpretada por Dana Adini. Es una famosa productora discográfica. Descubre a Dafi y Tom, respectivamente, cantando y tocando y les ofrece un contrato. Tom le pide entradas para el concierto. Luego descarta a Tom y se convierte en la mánager de Dafi.
- Francesco: es el guía de Dana. Este a su vez la ayuda en Milán e incluso su novio.
- Dean Lahav: es una de las estrellas descubiertas por Sharon, del cual Dafi es gran fan y que queda claramente atraída.
- Siegel: Madre de Tamar, que en el transcurso de la serie, se queda embarazada.
- Micah y Ruth: son los padres de Gur y Moochie. Ellos tienen problemas financieros.
- Moochie: es el hermano menor de Gur, a menudo travieso con Tamar, pero también amable con Gur, ya que siempre ayuda, aunque siempre pide algo a cambio.
- Talia Cramer: es la madre de Karine a la que da su nombre para hacerle olvidar a su padre.
- Noah Horowitz: es el padre de Karine. Fue en la cárcel, y luego tuvo que abandonar a su hija.
- Boaz: es el director del Milkshake y es el jefe de Gur y de Elinor.

## Doblaje
| Personaje                                                                   | Actor original  | Actor de doblaje (Hispanoamérica)      |
| --------------------------------------------------------------------------- | --------------- | -------------------------------------- |
| Tamar Golan                                                                 | Lihi Kornowski  | Andrea Higa                            |
| Elinor Kessler                                                              | Gaya Gur Arie   | Lucía Agosta                           |
| Dafi Carmon                                                                 | Carmel Lotan    | Chiara Bucci                           |
| Dana Treslan                                                                | Noel Berkovitch | Natalia Bernodat                       |
| Karine Cramer                                                               | Michaela Elkin  | Mariela Álvarez                        |
| Gur                                                                         | Gefen Barkai    | Emiliano Dionisi                       |
| Tom Kessler                                                                 | Silvan Presler  | Patricio Lago                          |
| Moochie                                                                     | Gilad Brown     | Gaspar Gutiérrez                       |
| Créditos técnicos                                                           |                 |                                        |
| Estudio de doblaje                                                          | N/D             | Media Pro Com, Buenos Aires, Argentina |
| Director de Doblaje                                                         | N/D             | Alejandro Outeyral                     |
| Traductor/Adaptador                                                         | N/D             | Martinangelli Analia                   |
| Director creativo                                                           | N/D             | Raúl Aldana                            |
| Doblaje al español producido por Disney Character Voices International Inc. |                 |                                        |

## Episodios
| Temporada | Temporada | Episodios | Israel               | Israel                | Latinoamérica                                                                                     | Latinoamérica        |
| Temporada | Temporada | Episodios | Comienzo             | Final                 | Comienzo                                                                                          | Final                |
| --------- | --------- | --------- | -------------------- | --------------------- | ------------------------------------------------------------------------------------------------- | -------------------- |
|           | 1         | 50        | 19 de agosto de 2012 | 31 de octubre de 2012 | 1 de mayo de 2014 (preestreno) 12 de mayo de 2014 (estreno) 13 de septiembre de 2016 (repetición) | 6 de febrero de 2015 |
|           | 2         | 50        | 18 de agosto de 2013 | 29 de octubre de 2013 | cancelada                                                                                         | cancelada            |

## Estrenos Internacionales
| País | Cadena                         | Estreno                                                  | Título                  | Referencias |
| --- | ------------------------------ | -------------------------------------------------------- | ----------------------- | ----------- |
| Italia | Disney Channel Italia          | 1 de julio de 2013                                       | Summer Days             | [ 3 ]       |
| Rusia | Disney Channel Rusia           | 2 de septiembre de 2013                                  | Дневники летних каникул | [ 4 ]       |
| Argentina Bolivia Chile Colombia Costa Rica Ecuador El Salvador Guatemala Honduras México Nicaragua Panamá Paraguay Perú Rep. Dominicana Uruguay Venezuela | Disney Channel Latinoamérica   | 1 de mayo de 2014 (vistazo) 12 de mayo de 2014 (estreno) | Diario de amigas        | [ 5 ]       |
| Brasil | Disney Channel Brasil          | 1 de mayo de 2014 (vistazo) 12 de mayo de 2014 (estreno) | Diário de Amigas        | [ 6 ]       |
| Francia | Disney Channel Francia         | 30 de junio de 2014                                      | Summer Break Stories    | [ 7 ]       |
| Rumania | Disney Channel Rumania         | 18 de agosto de 2014                                     | Zile de vară            |             |
| Bulgaria | Disney Channel Bulgaria        | 18 de agosto de 2014                                     | Лятна ваканция          | [ 8 ]       |
| Polonia | Disney Channel Polonia         | 20 de octubre de 2014                                    | Lato w mieście          | [ 9 ]       |
| Rep. Checa Eslovaquia | Disney Channel República Checa | 20 de junio de 2016                                      | Prázdninové deníky      | [ 10 ]      |
| Hungría | Disney Channel Hungría         | 20 de junio de 2016                                      | Szünidei napló          | [ 11 ]      |